# Gabčíkovský park
Gabčíkovský park je chráněný areál v oblasti Dunajské luhy.
Nachází se v katastrálním území města Gabčíkovo v okrese Dunajská Streda v Trnavském kraji. Území bylo vyhlášeno či novelizováno v roce 1982 na rozloze 27,5 ha. Ochranné pásmo nebylo stanoveno.